# Џозеф Марфи (аутор)
Џозеф Марфи (20. мај 1898.   - 16. децембар 1981) је ирски, натурализовани амерички аутор и предводник нове мисли, оријентисан ка божанској и религиозној науци.

## Детињство и младост
Џозеф Денис Марфи рођен је у Бејлидахобу, у округу Корк, у Ирској, као син директора приватне дечачке школе и одгајаен је као римокатолик . Придружио се језуитима . У двадесетим годинама, пре него што је постављен за свештеника, искуство лековите молитве навело га је да напусти језуите и емигрира у Сједињене Државе 1922; путовао је као кормилар на броду РМС Седрик, пловећи из Ливерпула у Енглеској до луке Њујорк; на бродском манифесту за путнике његово занимање наведено је као хемичар, британски термин за фармацеута. У Њујорку је постао професионални фармацеут (до тада је дипломирао хемију). Овде је приступио Цркви Исцељујућег Христа (део Цркве Божанске науке ), где је Емет Фок постао поглавар 1931.

## Каријера
Марфи је путовао у Индију и провео доста времена са индијским мудрацима, учећи хиндуистичку филозофију. Касније је у Америци формирао нову цркву са хиндуистичким идеологијама.
Средином четрдесетих година преселио се у Лос Анђелес, где је упознао оснивача религиозне науке Ернеста Холмса, а Холмс га је 1946. заинтересовао за религијску науку, након чега је предавао у Рочестеру, у Њујорку, а касније и на Институту за религијску науку у Лос Анђелесу. Састанак са председником Удружења за божанску науку Ервином Грегом довео га је до премештања у Божанску науку, а он је постао поглавар Цркве Божанске науке Лос Анђелеса 1949, коју је изградио у једну од највећих конгрегација Нове мисли у земљи. 

## Приватни живот и смрт
У следећој деценији Марфи се оженио, докторирао психологију на Универзитету Јужна Калифорнија и почео да пише.
Након што му је прва супруга умрла 1976. године, оженио се својом дугогодишњом секретарицом. Преселио је своје поглаварство у Лагуна Хилс у Калифорнији, где је и умро 1981. године. Његова супруга, др. Џин Марфи, наставила је да ради у овом поглаварству неколико година након тога.